# Terre-de-Haut
Terre-de-Haut (tɛʁ də ʔo, v antilské kreolštině Tèdého) je obec ve francouzském zámořském departementu a zároveň zámořském regionu Guadeloupe, jež zahrnuje ostrov Terre-de-Haut a několik dalších neobydlených ostrůvků souostroví Les Saintes, jmenovitě Les Roches Percées, Îlet à Cabrit, Grand-Îlet a La Redonde. Ostrov Terre-de-Haut je ten lidnatější ze dvou obydlených ostrovů souostroví Les Saintes. V obci Terre-de-Haut se nachází bývalá pevnost a věznice Fort Napoléon.

## Historie

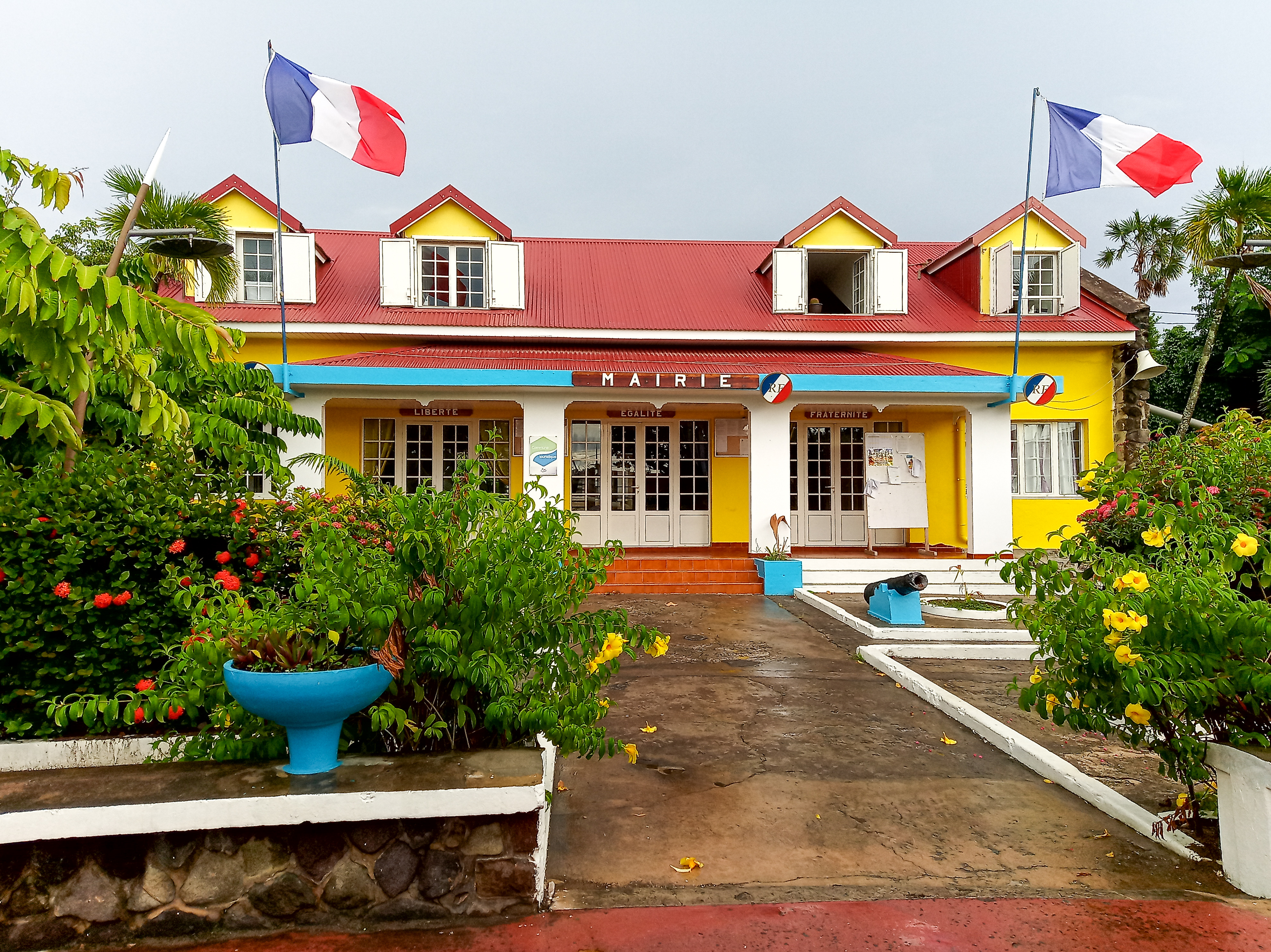
Radnice

Přestože Kryštof Kolumbus objevil ostrov již v roce 1493, první francouzští osadníci sem připluli až roku 1648.
Počátkem srpna 1666 zaútočili Angličané na souostroví Les Saintes s cílem je obsadit. Avšak 4. srpna 1666 rozprášil jejich loďstvo hurikán, takže Francouzi zbytky jejich vojska z takzvaného Antilského Gibraltaru, jak se ostrovům přezdívalo, snadno vypudili. Angličané se vzdali 15. srpna 1666, v den Nanebevzetí Panny Marie (latinsky Assumptio). Na oslavu tohoto vítězství, jež Francii zajistilo nadvládu nad souostrovím, byl ve Fond-du-Curé postaven kostel Notre Dame de l'Assomption (Nanebevzetí Panny Marie) a každoročně se na ostrově Terre-de-Haut pořádá vzpomínková slavnost. Panna Maria Nanebevzatá se stala patronkou farnosti.
V období let 1759 až 1815 však docházelo ke střídání francouzské a britské nadvlády nad ostrovy. Proto Francouzi v letech 1777–1779 vybudovali na Terre-de-Haut pevnost nazvanou Fort Louis, kterou roku 1805 přejmenovali na počest císaře Napoleona III. na Fort Napoléon.
V době americké války za nezávislost se 9.–12. dubna 1782 u Les Saintes odehrála velká námořní bitva mezi britskou a francouzskou flotilou. Bitva skončila britským vítězstvím a obsazením ostrovů.
Poté co se Terre-de-Haut spolu s ostatními ostrovy opět vrátil Francii, se z pevnosti Fort Napoléon stalo v roce 1851 vězení. Roku 1865 ho sice dost poškodil hurikán, ale věznice fungovala dál až do roku 1902. Sloužila jako mezistanice pro přijímání trestanců, kteří byli na cestě do trestanecké kolonie na Ďábelském ostrově ve Francouzské Guyaně.
V září 1928 zasáhl ostrov silný cyklón, který zničil významnou část městského archivu.
Dne 19. března 1946 vyhlásil předseda Prozatímní vlády Francouzské republiky generál Charles de Gaulle zákon o departementalizaci, jímž se kolonie Guadeloupe stala zámořským departementem. Od té doby byl Terre-de-Haut spojen jako obec s ostrovem Guadeloupe ve stejnojmenném novém departementu.
V roce 1974 byla zrekonstruována pevnost Fort Napoléon a bylo v ní zřízeno muzeum historie souostroví Les Saintes, které se stalo nejnavštěvovanější památkou celého souostroví.
Roku 1990 byl ostrov Terre-de-Haut odměněn takzvaným environmentálním Oscarem, což je francouzské ocenění pro obce, které chrání své dědictví a životní prostředí. Následujícího roku byly lokality zálivu Pompierre a Pain de Sucre klasifikovány jako chráněné oblasti.
Dne 21. listopadu 2004 zasáhlo ostrov Terre-de-Haut zemětřesení o síle 6,3 stupně. Jeho epicentrum se nacházelo mezi ostrovem Dominika a souostrovím Les Saintes. Otřesy dosáhly intenzity VIII (významné strukturální poškození) na Medvěděvově–Sponheuerově–Kárníkově stupnici (MSK).. Materiální škody byly značné.

## Cestovní ruch

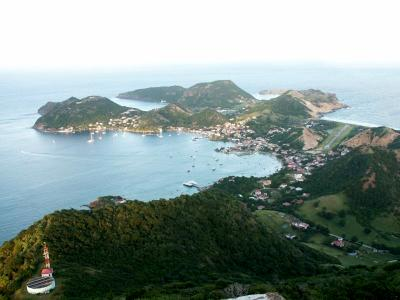
Zátoka Les Saintes

Terre-de-Haut je turisticky nejpřívětivější obec v souostroví Les Saintes. Je zde řada hotelů, penzionů, barů a restaurací. Zájemci si mohou prohlédnout obnovenou pevnost Fort Napoléon s muzeem a přilehlou botanickou zahradou nebo si užívat na zdejších krásných plážích, jako je Plage de Pompierre. Ostrov je přístupný buď lodí – do zdejšího přístavu přijíždějí trajekty z Guadeloupe –, nebo letecky – v roce 1973 bylo na ostrově vybudováno malé letiště, kde mohou přistávat malá letadla z Guadeloupe a dalších karibských ostrovů.